# Natação nos Jogos Paralímpicos de Verão de 2012 - 100 m livre masculino
As competições de 100 metros livre masculino da natação nos Jogos Paralímpicos de Verão de 2012 foram disputadas entre os dias 30 de agosto e 8 de setembro no Centro Aquático de Londres, na capital britânica. Participaram desse evento atletas de 11 classes diferentes de deficiência.

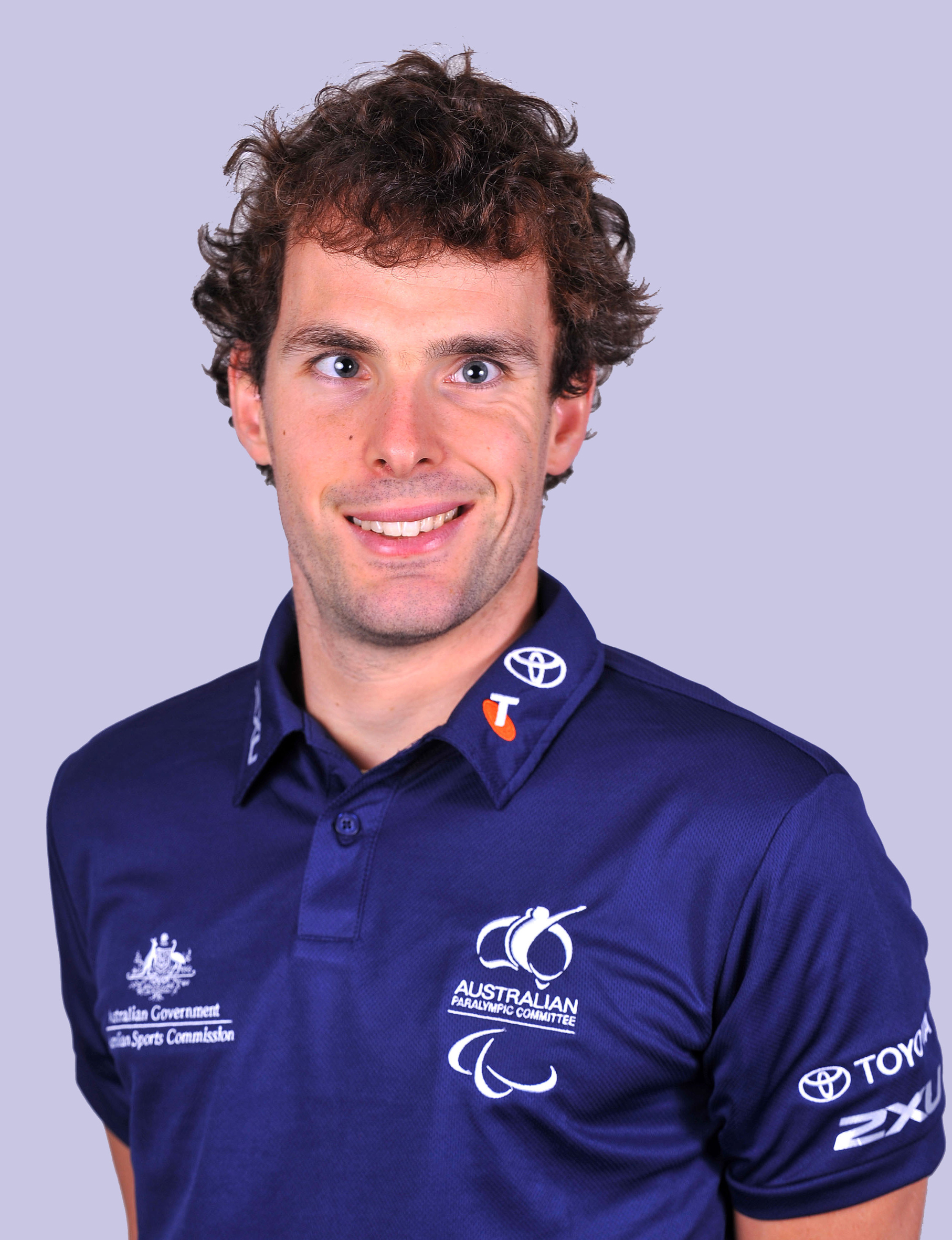
Matthew Levy ficou com a medalha de prata nos 100 metros livres S7.

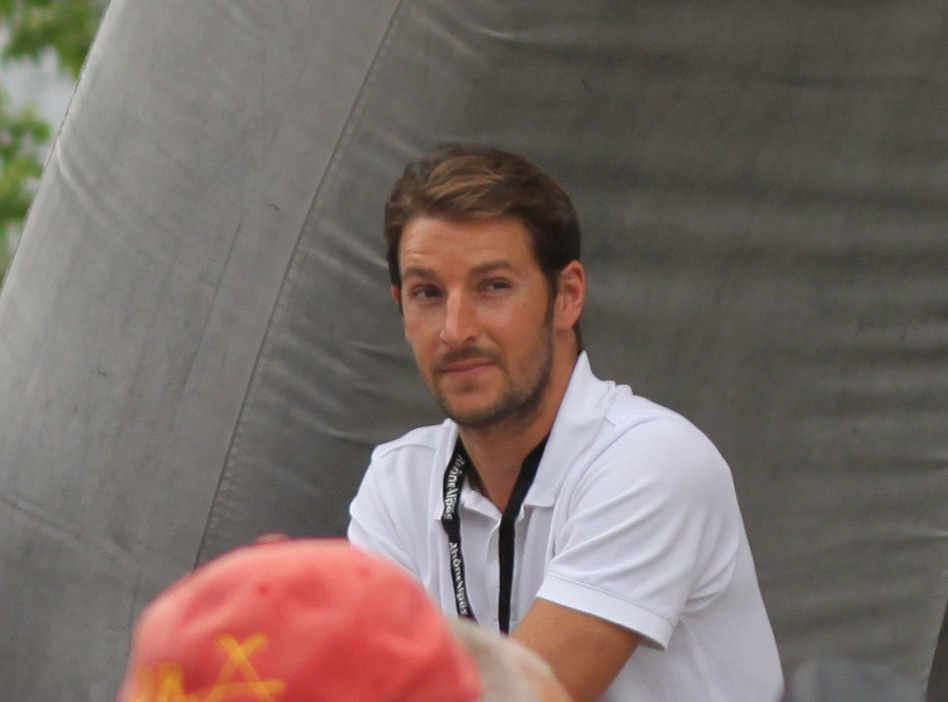
O francês David Smétanine, competindo na classe S4, conquistou a medalha de bronze nos 100 metros livres.

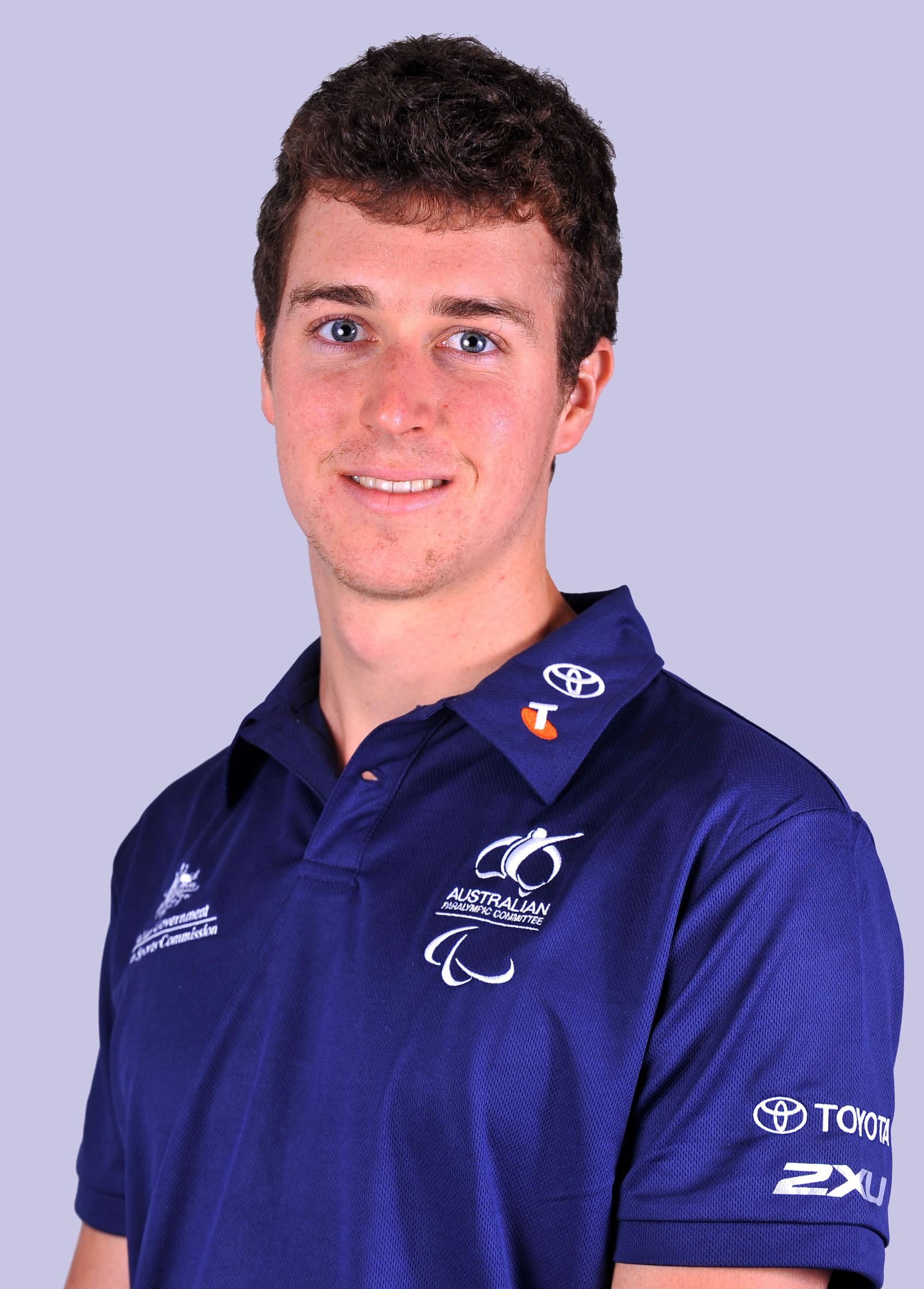
O também australiano Andrew Pasterfield conquistou a medalha de bronze nos 100 metros livres S10.

## Medalhistas

### Classe S2
| Ouro   | CHN Yang Yang                |
| Prata  | RUS Dmitry Kokarev           |
| Bronze | GRE Aristeidis Makrodimitris |

### Classe S4
| Ouro   | MEX Gustavo Sánchez Martínez |
| Prata  | ESP Richard Oribe            |
| Bronze | FRA David Smétanine          |

### Classe S5
| Ouro   | BRA Daniel Dias         |
| Prata  | USA Roy Perkins         |
| Bronze | ESP Sebastián Rodríguez |

### Classe S6
| Ouro   | CHN Xu Qing                |
| Prata  | GER Sebastian Iwanow       |
| Bronze | CUB Lorenzo Pérez Escalona |

### Classe S7
| Ouro   | CHN Pan Shiyun    |
| Prata  | AUS Matthew Levy  |
| Bronze | USA Lantz Lamback |

### Classe S8
| Ouro   | CHN Wang Yinan          |
| Prata  | RUS Denis Tarasov       |
| Bronze | RUS Konstantin Lisenkov |

### Classe S9
| Ouro   | AUS Matthew Cowdrey |
| Prata  | HUN Tamás Tóth      |
| Bronze | HUN Tamás Sors      |

### Classe S10
| Ouro   | BRA André Brasil       |
| Prata  | BRA Phelipe Rodrigues  |
| Bronze | AUS Andrew Pasterfield |

### Classe S11
| Ouro   | USA Bradley Snyder |
| Prata  | CHN Yang Bozun     |
| Bronze | RSA Hendri Herbst  |

### Classe S12
| Ouro   | UKR Maksym Veraksa           |
| Prata  | RUS Aleksandr Nevolin-Svetov |
| Bronze | USA Tucker Dupree            |

### Classe S13
| Ouro   | BLR Ihar Boki              |
| Prata  | RSA Charl Bouwer           |
| Bronze | RUS Aleksandr Golintovskii |

## S2

### Eliminatórias

#### Eliminatória 1
| Pos. | Raia | Atleta                 | Tempo   | Notas |
| ---- | ---- | ---------------------- | ------- | ----- |
| 1    | 4    | RUS Dmitrii Kokarev    | 2:18.30 | Q     |
| 2    | 5    | ISR Itzhak Mamistvalov | 2:26.55 | Q     |
| 3    | 3    | POL Jacek Czech        | 2:27.14 | Q     |
| 4    | 2    | UKR Denys Zhumela      | 2:33.86 |       |
| 5    | 6    | USA Curtis Lovejoy     | 2:37.15 |       |
| 6    | 7    | UKR Ievgen Panibratets | 2:38.48 |       |

#### Eliminatória 2
| Pos. | Raia | Atleta                       | Tempo   | Notas |
| ---- | ---- | ---------------------------- | ------- | ----- |
| 1    | 4    | CHN Yang Yang                | 2:10.47 | Q     |
| 2    | 5    | GRE Aristeidis Makrodimitris | 2:21.99 | Q     |
| 3    | 2    | ISR Iad Josef Shalabi        | 2:25.55 | Q     |
| 4    | 3    | GBR James Anderson           | 2:27.43 | Q     |
| 5    | 6    | ITA Francesco Bettella       | 2:29.34 | Q     |
| 6    | 7    | GRE Georgios Kapellakis      | 2:46.18 |       |

### Final
| Pos.   | Raia | Atleta                       | Tempo   | Notas           |
| ------ | ---- | ---------------------------- | ------- | --------------- |
| Ouro   | 4    | CHN Yang Yang                | 2:03.71 | Recorde mundial |
| Prata  | 5    | RUS Dmitrii Kokarev          | 2:16.46 |                 |
| Bronze | 3    | GRE Aristeidis Makrodimitris | 2:21.04 |                 |
| 4      | 7    | POL Jacek Czech              | 2:22.84 |                 |
| 5      | 6    | ISR Iad Josef Shalabi        | 2:24.73 |                 |
| 6      | 2    | ISR Itzhak Mamistvalov       | 2:25.60 |                 |
| 7      | 8    | ITA Francesco Bettella       | 2:31.17 |                 |
| 8      | 1    | GBR James Anderson           | 2:31.33 |                 |

## S4

### Eliminatórias

#### Eliminatória 1
| Pos. | Raia | Atleta                       | Tempo   | Notas |
| ---- | ---- | ---------------------------- | ------- | ----- |
| 1    | 4    | MEX Gustavo Sánchez Martínez | 1:24.79 | Q     |
| 2    | 3    | UKR Eskender Mustafaiev      | 1:27.44 | Q     |
| 3    | 6    | NED Michael Schoenmaker      | 1:30.23 | Q     |
| 4    | 5    | KOR Kim Kyunghyun            | 1:31.03 |       |
| 5    | 7    | CZE Arnošt Petráček          | 1:36.66 |       |
| 6    | 2    | RUS Andrey Meshcheryakov     | 1:40.66 |       |
| 7    | 8    | VEN Mark Chirino             | 2:06.34 |       |
| 8    | 1    | AUS Ahmed Kelly              | 2:10.72 |       |

#### Eliminatória 2
| Pos. | Raia | Atleta                          | Tempo   | Notas |
| ---- | ---- | ------------------------------- | ------- | ----- |
| 1    | 4    | FRA David Smétanine             | 1:24.66 | Q     |
| 2    | 5    | ESP Richard Oribe               | 1:25.25 | Q     |
| 3    | 2    | SLO Darko Đurić                 | 1:26.93 | Q     |
| 4    | 6    | SWE Christoffer Lindhe          | 1:29.11 | Q     |
| 5    | 3    | CZE Jan Povýšil                 | 1:29.55 | Q     |
| 6    | 7    | RUS Aleksei Lyzhikhin           | 1:39.39 |       |
| 7    | 1    | BRA Ronystony Cordeiro da Silva | 1:48.16 |       |
| 8    | 8    | AUS Grant Patterson             | 1:54.53 |       |

### Final
| Pos.   | Raia | Atleta                       | Tempo   | Notas              |
| ------ | ---- | ---------------------------- | ------- | ------------------ |
| Ouro   | 5    | MEX Gustavo Sánchez Martínez | 1:24.28 | Recorde da América |
| Prata  | 3    | ESP Richard Oribe            | 1:25.33 |                    |
| Bronze | 4    | FRA David Smétanine          | 1:25.76 |                    |
| 4      | 2    | UKR Eskender Mustafaiev      | 1:25.82 |                    |
| 5      | 6    | SLO Darko Đurić              | 1:26.12 |                    |
| 6      | 7    | SWE Christoffer Lindhe       | 1:28.06 |                    |
| 7      | 1    | CZE Jan Povýšil              | 1:28.39 |                    |
| 8      | 8    | NED Michael Schoenmaker      | 1:28.63 |                    |

## S5

### Eliminatórias

#### Eliminatória 1
| Pos. | Raia | Atleta                   | Tempo   | Notas |
| ---- | ---- | ------------------------ | ------- | ----- |
| 1    | 4    | ESP Sebastián Rodríguez  | 1:17.37 | Q     |
| 2    | 5    | GBR Anthony Stephens     | 1:19.05 | Q     |
| 3    | 3    | UKR Dmytro Kryzhanovskyy | 1:21.61 | Q     |
| 4    | 6    | JPN Takayuki Suzuki      | 1:25.64 | Q     |
| 5    | 2    | CRO Matija Grebenić      | 1:30.23 |       |
| 6    | 7    | BRA Francisco Avelino    | 1:35.14 |       |

#### Eliminatória 2
| Pos. | Raia | Atleta               | Tempo   | Notas |
| ---- | ---- | -------------------- | ------- | ----- |
| 1    | 4    | BRA Daniel Dias      | 1:14.16 | Q     |
| 2    | 5    | USA Roy Perkins      | 1:16.78 | Q     |
| 3    | 6    | VIE Võ Thanh Tùng    | 1:21.94 | Q     |
| 4    | 2    | IRL James Scully     | 1:22.50 | Q     |
| 5    | 7    | DEN Jonas Larsen     | 1:28.49 |       |
| 6    | 1    | TUR Beytullah Eroğlu | 1:38.45 |       |
| —    | 3    | BRA Clodoaldo Silva  | DSQ     |       |

### Final
| Pos.   | Raia | Atleta                   | Tempo   | Notas            |
| ------ | ---- | ------------------------ | ------- | ---------------- |
| Ouro   | 4    | BRA Daniel Dias          | 1:09.35 |                  |
| Prata  | 5    | USA Roy Perkins          | 1:14.78 |                  |
| Bronze | 3    | ESP Sebastián Rodríguez  | 1:15.70 |                  |
| 4      | 2    | UKR Dmytro Kryzhanovskyy | 1:16.88 |                  |
| 5      | 6    | GBR Anthony Stephens     | 1:17.23 |                  |
| 6      | 7    | VIE Võ Thanh Tùng        | 1:19.83 | Recorde asiático |
| 7      | 1    | IRL James Scully         | 1:21.89 |                  |
| 8      | 8    | JPN Takayuki Suzuki      | 1:24.73 |                  |

## S6

### Eliminatórias

#### Eliminatória 1
| Pos. | Raia | Atleta                     | Tempo   | Notas |
| ---- | ---- | -------------------------- | ------- | ----- |
| 1    | 5    | CUB Lorenzo Pérez Escalona | 1:10.64 | Q     |
| 2    | 3    | AUS Matthew Haanappel      | 1:10.95 | Q     |
| 3    | 6    | GBR Matthew Whorwood       | 1:11.47 | Q     |
| 4    | 4    | CHN Xu Qing                | 1:12.29 | Q     |
| 5    | 2    | COL Nelson Crispín         | 1:13.68 |       |
| 6    | 7    | GER Swen Michaelis         | 1:14.44 |       |
| 7    | 1    | COL Daniel Londono         | 1:14.55 |       |
| 8    | 8    | ISR Yoav Valinsky          | 1:14.65 |       |

#### Eliminatória 2
| Pos. | Raia | Atleta               | Tempo   | Notas |
| ---- | ---- | -------------------- | ------- | ----- |
| 1    | 4    | GER Sebastian Iwanow | 1:09.80 | Q     |
| 2    | 2    | IRL Darragh McDonald | 1:10.59 | Q     |
| 3    | 6    | BRA Adriano de Lima  | 1:10.96 | Q     |
| 4    | 5    | SWE Anders Olsson    | 1:11.04 | Q     |
| 5    | 3    | CHN Tang Yuan        | 1:12.76 |       |
| 6    | 1    | AUS Aaron Rhind      | 1:14.48 |       |
| 7    | 8    | AUS Reagan Wickens   | 1:17.15 |       |
| 8    | 7    | JPN Kyosuke Oyama    | 1:19.16 |       |

### Final
| Pos.   | Raia | Atleta                     | Tempo   | Notas               |
| ------ | ---- | -------------------------- | ------- | ------------------- |
| Ouro   | 8    | CHN Xu Qing                | 1:05.82 | Recorde paralímpico |
| Prata  | 4    | GER Sebastian Iwanow       | 1:07.34 |                     |
| Bronze | 3    | CUB Lorenzo Pérez Escalona | 1:08.01 | Recorde da América  |
| 4      | 5    | IRL Darragh McDonald       | 1:08.92 |                     |
| 5      | 6    | AUS Matthew Haanappel      | 1:09.88 | Recorde da Oceania  |
| 6      | 7    | SWE Anders Olsson          | 1:10.12 |                     |
| 7      | 1    | GBR Matthew Whorwood       | 1:11.21 |                     |
| 8      | 2    | BRA Adriano de Lima        | 1:11.32 |                     |

## S7

### Eliminatórias

#### Eliminatória 1
| Pos. | Raia | Atleta                   | Tempo   | Notas |
| ---- | ---- | ------------------------ | ------- | ----- |
| 1    | 4    | USA Lantz Lamback        | 1:02.33 | Q     |
| 2    | 5    | GBR Jonathan Fox         | 1:02.47 | Q     |
| 3    | 3    | UKR Oleksandr Komarov    | 1:05.83 | Q     |
| 4    | 2    | RUS Andrey Gladkov       | 1:06.38 | Q     |
| 5    | 6    | GER Tobias Pollap        | 1:06.96 |       |
| 6    | 7    | MEX Enrique Pérez Davila | 1:09.65 |       |
| 7    | 1    | BRA Ronaldo Santos       | 1:12.23 |       |

#### Eliminatória 2
| Pos. | Raia | Atleta                  | Tempo   | Notas |
| ---- | ---- | ----------------------- | ------- | ----- |
| 1    | 4    | AUS Matthew Levy        | 1:02.87 | Q     |
| 2    | 3    | GBR Josef Craig         | 1:04.00 | Q     |
| 3    | 5    | CHN Pan Shiyun          | 1:04.23 | Q     |
| 4    | 6    | UKR Yevheniy Bohodayko  | 1:06.55 | Q     |
| 5    | 7    | UKR Marian Kvasnytsia   | 1:09.04 |       |
| 6    | 8    | JPN Daisuke Ejima       | 1:10.51 |       |
| 7    | 2    | GRE Nikolaos Tsotras    | 1:10.99 |       |
| 8    | 1    | ITA Francesco Bocciardo | 1:11.45 |       |

### Final
| Pos.   | Raia | Atleta                 | Tempo   | Notas              |
| ------ | ---- | ---------------------- | ------- | ------------------ |
| Ouro   | 2    | CHN Pan Shiyun         | 1:00.57 | Recorde asiático   |
| Prata  | 3    | AUS Matthew Levy       | 1:01.38 | Recorde da Oceania |
| Bronze | 4    | USA Lantz Lamback      | 1:01.50 | Recorde da América |
| 4      | 6    | GBR Josef Craig        | 1:02.20 |                    |
| 5      | 5    | GBR Jonathan Fox       | 1:02.26 |                    |
| 6      | 8    | UKR Yevheniy Bohodayko | 1:03.96 |                    |
| 7      | 7    | UKR Oleksandr Komarov  | 1:05.60 |                    |
| 8      | 1    | RUS Andrey Gladkov     | 1:06.04 |                    |

## S8

### Eliminatórias

#### Eliminatória 1
| Pos. | Raia | Atleta                           | Tempo   | Notas |
| ---- | ---- | -------------------------------- | ------- | ----- |
| 1    | 5    | CHN Wang Yinan                   | 58.97   | Q     |
| 2    | 4    | NED Maurice Deelen               | 59.88   | Q     |
| 3    | 3    | GBR Sean Fraser                  | 1:00.78 | Q     |
| 4    | 6    | AUS Blake Cochrane               | 1:01.72 | Q     |
| 5    | 2    | FRA Charles Rozoy                | 1:02.59 |       |
| 6    | 1    | MEX Luis Armando Andrade Guillén | 1:04.39 |       |
| 7    | 7    | ESP Jaime Bailón Galindo         | 1:04.66 |       |
| 8    | 8    | BRA Caio Oliveira                | 1:05.86 |       |

#### Eliminatória 2
| Pos. | Raia | Atleta                      | Tempo   | Notas              |
| ---- | ---- | --------------------------- | ------- | ------------------ |
| 1    | 4    | RUS Denis Tarasov           | 58.65   | Q                  |
| 2    | 5    | RUS Konstantin Lisenkov     | 59.03   | Q                  |
| 3    | 3    | CHN Song Maodang            | 1:00.34 | Q                  |
| 4    | 6    | GBR Thomas Young            | 1:01.85 | Q                  |
| 5    | 7    | CAN Zack McAllister         | 1:02.88 | Recorde da América |
| 6    | 1    | DEN Niels Korfitz Mortensen | 1:04.36 |                    |
| 7    | 2    | GBR Sam Hynd                | 1:05.21 |                    |
| 8    | 8    | USA Evan Ryan Austin        | 1:05.58 |                    |

### Final
| Pos.   | Raia | Atleta                  | Tempo   | Notas           |
| ------ | ---- | ----------------------- | ------- | --------------- |
| Ouro   | 5    | CHN Wang Yinan          | 56.58   | Recorde mundial |
| Prata  | 4    | RUS Denis Tarasov       | 57.52   | Recorde europeu |
| Bronze | 3    | RUS Konstantin Lisenkov | 58.33   |                 |
| 4      | 6    | NED Maurice Deelen      | 58.65   |                 |
| 5      | 2    | CHN Song Maodang        | 59.86   |                 |
| 6      | 8    | GBR Thomas Young        | 1:00.53 |                 |
| 7      | 7    | GBR Sean Fraser         | 1:00.58 |                 |
| 8      | 1    | AUS Blake Cochrane      | 1:01.07 |                 |

## S9

### Eliminatórias

#### Eliminatória 1
| Pos. | Raia | Atleta                   | Tempo   | Notas |
| ---- | ---- | ------------------------ | ------- | ----- |
| 1    | 4    | RUS Tamás Toth           | 57.48   | Q     |
| 2    | 5    | UKR Andriy Kalyna        | 58.26   | Q     |
| 3    | 3    | POR David Grachat        | 58.80   |       |
| 4    | 6    | UKR Andriy Sirovatchenko | 59.76   |       |
| 5    | 7    | USA Michael Prout        | 59.88   |       |
| 6    | 2    | CRO Kristijan Vincetić   | 1:00.86 |       |

#### Eliminatória 2
| Pos. | Raia | Atleta                        | Tempo   | Notas |
| ---- | ---- | ----------------------------- | ------- | ----- |
| 1    | 4    | ESP José Antonio Mari Alcaraz | 57.23   | Q     |
| 2    | 5    | AUS Brenden Hall              | 57.45   | Q     |
| 3    | 3    | ITA Frederico Morlacchi       | 58.57   |       |
| 4    | 6    | HUN Csaba Meilinger           | 59.17   |       |
| 5    | 7    | USA Cody Bureau               | 59.71   |       |
| 6    | 2    | UKR Iurii Martynov            | 1:02.40 |       |

#### Eliminatória 3
| Pos. | Raia | Atleta               | Tempo   | Notas |
| ---- | ---- | -------------------- | ------- | ----- |
| 1    | 4    | ESP Matthew Cowdrey  | 56.58   | Q     |
| 2    | 3    | JPN Takuro Yamada    | 57.98   | Q     |
| 3    | 5    | HUN Tamás Sors       | 58.47   |       |
| 4    | 6    | AUS Michael Auprince | 59.94   |       |
| 5    | 7    | FRA Sami El Gueddari | 59.17   |       |
| 6    | 2    | RUS Eduard Samarin   | 1:00.73 |       |
| 7    | 1    | GBR James Crisp      | 1:00.76 |       |

### Final
| Pos.   | Raia | Atleta                        | Tempo | Notas |
| ------ | ---- | ----------------------------- | ----- | ----- |
| Ouro   | 4    | AUS Matthew Cowdrey           | 55.84 |       |
| Prata  | 6    | HUN Tamás Tóth                | 56.46 |       |
| Bronze | 1    | HUN Tamás Sors                | 56.69 |       |
| 4      | 5    | ESP José Antonio Mari Alcaraz | 56.75 |       |
| 5      | 3    | AUS Brenden Hall              | 57.29 |       |
| 6      | 2    | JPN Takuro Yamada             | 57.55 |       |
| 7      | 7    | UKR Andriy Kalyna             | 57.59 |       |
| 8      | 8    | ITA Federico Morlacchi        | 58.24 |       |

## S10

### Eliminatórias

#### Eliminatória 1
| Pos. | Raia | Atleta                     | Tempo | Notas            |
| ---- | ---- | -------------------------- | ----- | ---------------- |
| 1    | 4    | CAN Benoît Huot            | 54.46 | Q                |
| 2    | 6    | AUS Michael Anderson       | 54.70 | Q                |
| 3    | 3    | RUS Dmitry Grigorev        | 54.95 | Q                |
| 4    | 5    | GBR Robert Welbourn        | 55.45 |                  |
| 5    | 2    | CAN Isaac Bouckley         | 56.29 |                  |
| 6    | 7    | DEN Lasse Winther Andersen | 56.99 |                  |
| 7    | 1    | IRI Shahin Izadyar         | 57.91 | Recorde asiático |

#### Eliminatória 2
| Pos. | Raia | Atleta                | Tempo | Notas            |
| ---- | ---- | --------------------- | ----- | ---------------- |
| 1    | 4    | BRA Phelipe Rodrigues | 53.21 | Q                |
| 2    | 5    | CAN Nathan Stein      | 54.23 | Q                |
| 3    | 3    | GER Lucas Ludwig      | 55.71 |                  |
| 4    | 2    | GBR Graham Edmunds    | 56.01 |                  |
| 5    | 7    | AUS Rick Pendleton    | 56.62 |                  |
| 6    | 1    | USA Joe Wise          | 56.93 |                  |
| 7    | 6    | RSA Achmat Hassiem    | 57.61 | Recorde africano |

#### Eliminatória 3
| Pos. | Raia | Atleta                  | Tempo | Notas            |
| ---- | ---- | ----------------------- | ----- | ---------------- |
| 1    | 5    | AUS Andrew Pasterfield  | 53.01 | Q                |
| 2    | 4    | BRA André Brasil        | 53.02 | Q                |
| 3    | 7    | USA Ian Jaryd Silverman | 54.85 | Q                |
| 4    | 3    | ESP David Levecq        | 55.15 |                  |
| 5    | 6    | RSA Kevin Paul          | 55.55 | Recorde africano |
| 6    | 1    | CZE Filip Coufal        | 57.17 |                  |
| 7    | 2    | USA Justin Zook         | 58.03 |                  |

### Final
| Pos.   | Raia | Atleta                  | Tempo | Notas               |
| ------ | ---- | ----------------------- | ----- | ------------------- |
| Ouro   | 5    | BRA André Brasil        | 51.07 | Recorde paralímpico |
| Prata  | 3    | BRA Phelipe Rodrigues   | 52.42 |                     |
| Bronze | 4    | AUS Andrew Pasterfield  | 52.77 | Recorde da Oceania  |
| 4      | 2    | CAN Benoît Huot         | 53.32 |                     |
| 5      | 6    | CAN Nathan Stein        | 53.59 |                     |
| 6      | 8    | RUS Dmitry Grigorev     | 54.33 | Recorde europeu     |
| 7      | 1    | USA Ian Jaryd Silverman | 54.68 |                     |
| 8      | 7    | AUS Michael Anderson    | 54.73 |                     |

## S11

### Eliminatórias

#### Eliminatória 1
| Pos. | Raia | Atleta                 | Tempo   | Notas |
| ---- | ---- | ---------------------- | ------- | ----- |
| 1    | 5    | RSA Hendri Herbst      | 59.64   | Q     |
| 2    | 7    | RUS Alexander Chekurov | 1:01.99 | Q     |
| 3    | 4    | ESP Enhamed Enhamed    | 1:02.08 | Q     |
| 4    | 6    | CAN Donovan Tildesley  | 1:02.64 | Q     |
| 5    | 3    | POL Grzegorz Polkowski | 1:02.75 | Q     |
| 6    | 2    | UKR Viktor Smyrnov     | 1:03.26 |       |
| 7    | 1    | UKR Dmytro Zalevskyy   | 1:06.29 |       |

#### Eliminatória 2
| Pos. | Raia | Atleta                   | Tempo   | Notas |
| ---- | ---- | ------------------------ | ------- | ----- |
| 1    | 4    | USA Bradley Snyder       | 57.18   | Q     |
| 2    | 5    | CHN Yang Bozun           | 57.35   | Q     |
| 3    | 3    | JPN Keiichi Kimura       | 1:01.58 | Q     |
| 4    | 7    | BRA Matheus Souza        | 1:02.99 |       |
| 5    | 2    | UKR Oleksandr Mashchenko | 1:03.62 |       |
| 6    | 6    | RUS Rustam Nurmukhametov | 1:04.18 |       |
| 7    | 1    | POL Marcin Ryszka        | 1:06.59 |       |

### Final
| Pos.   | Raia | Atleta                 | Tempo   | Notas |
| ------ | ---- | ---------------------- | ------- | ----- |
| Ouro   | 4    | USA Bradley Snyder     | 57.43   |       |
| Prata  | 5    | CHN Yang Bozun         | 58.61   |       |
| Bronze | 3    | RSA Hendri Herbst      | 59.60   |       |
| 4      | 7    | ESP Enhamed Enhamed    | 1:00.76 |       |
| 5      | 6    | JPN Keiichi Kimura     | 1:01.19 |       |
| 6      | 2    | RUS Alexander Chekurov | 1:01.56 |       |
| 7      | 1    | CAN Donovan Tildesley  | 1:02.06 |       |
| 8      | 8    | POL Grzegorz Polkowski | 1:02.72 |       |

## S12

### Eliminatórias

#### Eliminatória 1
| Pos. | Raia | Atleta                        | Tempo   | Notas |
| ---- | ---- | ----------------------------- | ------- | ----- |
| 1    | 4    | RUS Aleksandr Nevolin-Svetov  | 52.65   | Q     |
| 2    | 5    | RUS Sergey Punko              | 55.99   | Q     |
| 3    | 2    | GBR James Clegg               | 56.05   | Q     |
| 4    | 3    | UKR Sergii Klippert           | 56.10   | Q     |
| 5    | 6    | ITA Fabrizio Sottile          | 56.11   |       |
| 6    | 1    | ESP José Ramon Cantero Elvira | 1:00.30 |       |
| 7    | 7    | UKR Oleg Tkalienko            | 1:01.24 |       |

#### Eliminatória 2
| Pos. | Raia | Atleta                                | Tempo   | Notas |
| ---- | ---- | ------------------------------------- | ------- | ----- |
| 1    | 4    | UKR Maksym Veraksa                    | 52.63   | Q     |
| 2    | 5    | USA Tucker Dupree                     | 55.10   | Q     |
| 3    | 3    | ESP Omar Font                         | 55.28   | Q     |
| 4    | 6    | RUS Roman Makarov                     | 55.33   | Q     |
| 5    | 2    | GER Daniel Simon                      | 56.59   |       |
| 6    | 7    | COL Daniel Giraldo Correa             | 56.78   |       |
| 7    | 1    | VEN Pedro Enrique González Valdiviezo | 1:00.25 |       |
| 8    | 8    | AUT Peter Tichy                       | 1:04.83 |       |

### Final
| Pos.   | Raia | Atleta                       | Tempo | Notas               |
| ------ | ---- | ---------------------------- | ----- | ------------------- |
| Ouro   | 4    | UKR Maksym Veraksa           | 51.40 | Recorde paralímpico |
| Prata  | 5    | RUS Aleksandr Nevolin-Svetov | 51.70 |                     |
| Bronze | 3    | USA Tucker Dupree            | 54.41 | Recorde da América  |
| 4      | 6    | ESP Omar Font                | 54.70 |                     |
| 5      | 2    | RUS Roman Makarov            | 55.34 |                     |
| 6      | 7    | RUS Sergey Punko             | 55.44 |                     |
| 7      | 8    | UKR Sergii Klippert          | 55.50 |                     |
| 8      | 1    | GBR James Clegg              | 55.94 |                     |

## S13

### Eliminatórias

#### Eliminatória 1
| Pos. | Raia | Atleta                     | Tempo | Notas |
| ---- | ---- | -------------------------- | ----- | ----- |
| 1    | 4    | RSA Charles Bouwer         | 53.28 | Q     |
| 2    | 6    | RUS Aleksandr Golintovskii | 53.66 | Q     |
| 3    | 3    | UKR Danylo Chufarov        | 54.05 | Q     |
| 4    | 2    | RUS Roman Dubovoy          | 54.29 | Q     |
| 5    | 5    | UKR Oleksii Fedyna         | 54.63 |       |
| 6    | 7    | NZL Daniel Sharp           | 55.88 |       |
| 7    | 1    | CAN Devin Gotell           | 57.75 |       |

#### Eliminatória 2
| Pos. | Raia | Atleta                | Tempo   | Notas |
| ---- | ---- | --------------------- | ------- | ----- |
| 1    | 3    | BLR Ihar Boki         | 52.08   | Q     |
| 2    | 4    | AUS Timothy Antalfy   | 53.37   | Q     |
| 3    | 5    | BLR Dzmitry Salei     | 53.78   | Q     |
| 4    | 6    | BRA Carlos Farrenberg | 54.46   | Q     |
| 5    | 2    | NZL Daniel Holt       | 55.23   |       |
| 6    | 7    | RUS Stepan Smagin     | 55.42   |       |
| 7    | 1    | AUS Sean Russo        | 55.97   |       |
| 8    | 8    | UKR Maksym Zavodnyy   | 1:02.21 |       |

### Final
| Pos.   | Raia | Atleta                     | Tempo | Notas              |
| ------ | ---- | -------------------------- | ----- | ------------------ |
| Ouro   | 4    | BLR Ihar Boki              | 51.91 | Recorde mundial    |
| Prata  | 5    | RSA Charles Bouwer         | 52.97 | Recorde africano   |
| Bronze | 6    | RUS Aleksandr Golintovskii | 53.45 |                    |
| 4      | 3    | AUS Timothy Antalfy        | 53.63 |                    |
| 5      | 7    | UKR Danylo Chufarov        | 53.64 |                    |
| 6      | 2    | BLR Dzmitry Salei          | 53.76 |                    |
| 7      | 1    | RUS Roman Dubovoy          | 53.84 |                    |
| 8      | 8    | BRA Carlos Farrenberg      | 54.14 | Recorde da América |

Legenda
| Recorde mundial      | Recorde mundial (World record)               |                       | Recorde africano                      | Recorde africano (African) |                                           | Q | Classificado por posição (Qualified) |
| Recorde paralímpico  | Recorde paralímpico (Paralympic record)      | Recorde da América    | Recorde da América (Americas)         | q                          | Classificado por melhor tempo (Qualified) |   |                                      |
| Melhor marca do ano  | Melhor marca do ano (World leading)          | Recorde asiático      | Recorde asiático (Asian)              | DNS                        | Não largou (Did not start)                |   |                                      |
| Recorde nacional     | Recorde nacional (National record)           | Recorde europeu       | Recorde europeu (European)            | DNF                        | Não terminou (Did not finish)             |   |                                      |
| Recorde pessoal      | Recorde pessoal do atleta (Personal best)    | Recorde da Oceania    | Recorde da Oceania (Oceania)          | DSQ / DQ                   | Desclassificado (Disqualified)            |   |                                      |
| Recorde da temporada | Recorde da temporada do atleta (Season best) | Recorde sul-americano | Recorde sul-americano (South America) | NM                         | Sem marca (No mark)                       |   |                                      |